# Juan Cruz Guasone
Juan Cruz Guasone (San Nicolás de los Arroyos, 27 marzo 2001) è un calciatore argentino, difensore dell’Estudiantes (LP).

## Carriera
Cresciuto nel settore giovanile del Patronato, debutta in prima squadra il 30 novembre 2020, in occasione dell'incontro della Copa Diego Armando Maradona perso per 1-0 contro l'Huracán. Nel marzo 2022, in una partita contro l'Aldosivi, rimedia la frattura della caviglia, rimanendo fermo ai box per diversi mesi. Al termine della stagione vince la Copa Argentina battendo il Talleres (C) in finale per 1-0 allo Stadio Malvinas Argentinas di Mendoza.
Il 14 dicembre 2022 sigla un contratto triennale con l'Estudiantes (LP). L'8 febbraio 2023 debutta ufficialmente con il club biancorosso, segnando la rete del momentaneo 2-0 contro l'Independiente (CH), gara valida per il primo turno di Copa Argentina. Esordisce in campionato il 14 febbraio seguente, nel match casalingo perso contro il Lanús. Tuttavia, il giocatore durante tutta la stagione viene utilizzato in maniera discontinua, terminandola con un totale di 17 presenze.
Il 22 gennaio 2024 viene ceduto in prestito annuale al Sarmiento (J). Il 2 febbraio debutta ufficialmente con la nuova maglia, nel match pareggiato contro il Boca Juniors di Copa de la Liga. Il 27 febbraio seguente esordisce in Copa Argentina, nella gara persa contro il Temperley valida per il primo turno. Termina la propria esperienza con il club collezionando un totale di 10 presenze.
Il 14 gennaio 2025 viene ceduto in prestito con diritto di riscatto alla Salernitana, in Serie B. Fa il proprio debutto in maglia granata solamente il 5 aprile, subentrando a Franco Tongya negli ultimi minuti del match esterno perso contro la Juve Stabia. Questa rimane di fatto la sua unica presenza con il club campano, che al termine della stagione retrocede in Serie C venendo eliminato ai play-out dalla Sampdoria.

## Statistiche

### Presenze e reti nei club
Statistiche aggiornate al 5 aprile 2025.
| Stagione         | Squadra          | Campionato       | Campionato | Campionato | Coppe nazionali | Coppe nazionali | Coppe nazionali | Coppe continentali | Coppe continentali | Coppe continentali | Altre coppe | Altre coppe | Altre coppe | Totale | Totale |
| Stagione         | Squadra          | Comp             | Pres       | Reti       | Comp            | Pres            | Reti            | Comp               | Pres               | Reti               | Comp        | Pres        | Reti        | Pres   | Reti   |
| ---------------- | ---------------- | ---------------- | ---------- | ---------- | --------------- | --------------- | --------------- | ------------------ | ------------------ | ------------------ | ----------- | ----------- | ----------- | ------ | ------ |
| 2020             | Patronato        |                  | -          | -          | CdL             | 2               | 0               |                    | -                  | -                  |             | -           | -           | 2      | 0      |
| 2021             | Patronato        | PD               | 3          | 0          | CA+CdL          | 0+2             | 0               |                    | -                  | -                  |             | -           | -           | 5      | 0      |
| 2022             | Patronato        | PD               | 18         | 0          | CA+CdL          | 3+5             | 0               |                    | -                  | -                  |             | -           | -           | 26     | 0      |
| Totale Patronato | Totale Patronato | Totale Patronato | 21         | 0          |                 | 12              | 0               |                    | -                  | -                  |             | -           | -           | 33     | 0      |
| 2023             | Estudiantes (LP) | PD               | 6          | 0          | CA+CdL          | 2+2             | 1+0             | CS                 | 7                  | 0                  |             | -           | -           | 17     | 1      |
| 2024             | Sarmiento (J)    | PD               | 3          | 0          | CA+CdL          | 1+6             | 0+0             |                    | -                  | -                  |             | -           | -           | 10     | 0      |
| gen.-giu. 2025   | Salernitana      | B                | 1          | 0          | CI              | -               | -               |                    | -                  | -                  |             | -           | -           | 1      | 0      |
| Totale carriera  | Totale carriera  | Totale carriera  | 31         | 0          |                 | 23              | 1               |                    | 7                  | 0                  |             | -           | -           | 61     | 1      |

## Palmarès

### Club

#### Competizioni nazionali
- Copa Argentina: 1

Patronato: 2022